# Erzbistum Lagos
Das Erzbistum Lagos (lat.: Archidioecesis Lagosensis) ist ein in Nigeria gelegenes Metropolitanbistum der römisch-katholischen Kirche.

## Geschichte
Vorläufer des heutigen Erzbistums Lagos ist das am 28. August 1860 aus dem Apostolischen Vikariat Guinea Superiore e Inferiore e di Sierra Leone, gegründete Apostolische Vikariat Dahomey. 1870 wechselte die Bezeichnung zum Apostolischen Vikariat Costa di Benin und 1943 zum Apostolischen Vikariat Lagos. Papst Pius XII. erhob das Vikariat am 18. April 1950 zum heutigen Erzbistum Lagos.
Aus Gebietsabtretungen des Erzbistums wurden 1952 die Apostolische Präfektur Ibadan (seit 1994 Erzbistum und Metropolitansitz), 1969 das Bistum Ijebu-Ode und 1997 das Bistum Abeokuta errichtet und dem Erzbistum Lagos als Suffraganbistümer unterstellt.

## Ordinarien

### Apostolische Vikare von Costa di Benin
- Jean-Baptiste Chausse SMA (1891–1894)
- Paul Pellet SMA (1895–1902)
- Joseph-Antoine Lang SMA (1902–1912)
- Ferdinand Terrien SMA (1912–1929)
- Francis O’Rourke SMA (1930–1938)
- Leo Hale Taylor SMA (1939–1943)

### Apostolischer Vikar von Lagos
- Leo Hale Taylor SMA (1943–1950)

### Erzbischöfe von Lagos
- Leo Hale Taylor SMA (1950–1965)
- John Kwao Amuzu Aggey (1965–1972)
- Anthony Olubunmi Okogie (1973–2012)
- Alfred Adewale Martins (seit 2012)